# Francia direktórium
A francia direktórium egy politikai rendszer és egy történelmi korszak neve, amely lezárta az 1789-ben kezdődött francia forradalom első, erőszakosabb szakaszát (1789–1791. aug. 10.), és konszolidálta az új rendszert. Az elnevezés eredetileg a végrehajtó hatalom élén álló, öttagú igazgatótanácsra (franciául: Directoire) vonatkozott.

## Története

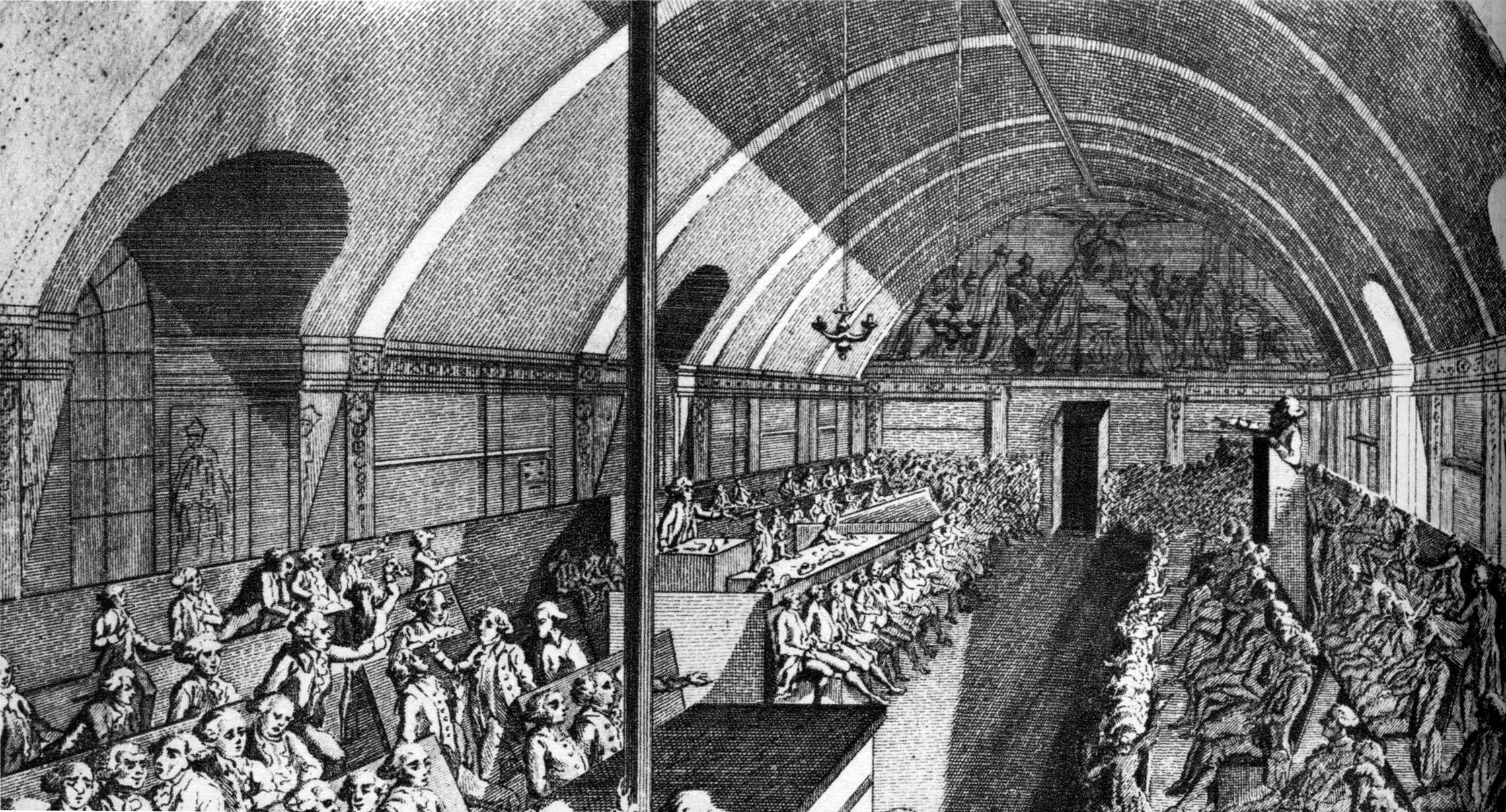
A Jakobinus Párt ülése, 1791. január-február (korabeli rajz)

A rendszer a Nemzeti Konvent által létrehozott 1795-ös alkotmány alapján szerveződött. A forradalmi polgárság ebben az időszakban még változatlanul ragaszkodott a forradalmi ideológiához, a köztársasághoz, az antiklerikalizmushoz, a nemesellenességhez s a néppel kötött szövetség látszatához, ugyanakkor egyre kíméletlenebb módon érvényesítette a tulajdonosi érdekeit. Az 1791-es elvekhez visszatérve, mérsékelt republikánus, középutas, liberális, és parlamentáris rendszert kívánt létrehozni, amely egyaránt távol áll a királypárti restaurációtól és a forradalmi kormányzattól. Fő ellentmondása abban állt, hogy az adott körülmények között a liberális kormányzás lehetetlennek bizonyult, s maguk a rendszer hívei kényszerültek arra, hogy alkotmányellenes eszközöket alkalmazzanak az alkotmány fenntartása érdekében.
A társadalmat politikai és vallási gyűlölködés osztotta meg, a háború folytatódott, a kormánynak rendkívüli pénzügyi és gazdasági nehézségekkel kellett megküzdenie. A baloldali és jobboldali ellenzékkel harcolva, hol az egyikre, hol a másikra lesújtva, a kormányzat fokozatosan elidegenítette magától a lakosságot, s egyre szűkítette a királypártiak és a jakobinusok közti társadalmi bázisát. A rendszer csak a párizsi jobboldal vendémiaire 13-i felkelésének leverése után kezdhette meg működését. 1796-ban az Egyenlők összeesküvését létrehozó baloldallal kellett leszámolnia, 1797-ben pedig a jobboldal győzelmét kellett megakadályoznia a fructidori államcsínnyel. Ezután (1797. november 29.) megfosztották politikai jogaitól a nemességet, a törvényt azonban nem alkalmazták. 1798-ban a baloldal előretörését a floréali államcsínnyel akadályozták meg, 1799-ben azonban a baloldal a prairiali államcsínnyel mégis érvényesítette törekvéseit
A lakosságon növekvő politikai közöny lett úrrá, a korszak végén egyes választásokon csak a voksolásra jogosultak 10%-a jelent meg. A Direktóriumnak egyházügyi téren nem sikerült csökkentenie a konfliktusokat, jelentős támogatásban részesítette viszont a tudományt és az oktatásügyet, adóügyi és pénzügyi reformjaival pedig lefektette a gazdasági fellendülés alapjait. A hadseregek ellátását kivették az állam kezéből: hadiszállítókra bízták, s jelentős terheket róttak a megszállt országokra is. A tábornokok és a hadsereg politikai szerepe megnövekedett. Az első koalíció háborúját sikerült győztesen lezárni a Campo Formió-i békével (1797), s a francia terjeszkedés és az egyiptomi hadjárat miatt azonban nem tudták megakadályozni a második koalíció háborújának kirobbanását. A katonai vereségek és a gazdasági nehézségek miatt a törvényhozó szervek (Ötszázak és Vének Tanácsa) radikális intézkedésekhez folyamodtak (kényszerkölcsön, túsztörvény), amely megriasztotta a tulajdonos polgárságot.
1799-ben már maguk a rendszer megalapítói is úgy látták, hogy az alkotmány módosításra szorul. A brumaire-i államcsínnyel mindössze a végrehajtó hatalmat kívánták megerősíteni, Bonaparte tábornok azonban, a puccs főszereplője, nem volt hajlandó kiadni kezéből a megszerzett hatalmat, s az 1799-es alkotmánnyal új politikai rendszert hoztak létre. A Direktórium pénzügyi és adóügyi reformjainak eredményeit már Bonaparte konzulátusa sajátította ki.

## Belpolitika az „első direktórium” idején (1795. augusztus 22. – 1796. szeptember 4.)
A Nemzeti Konvent 1795. augusztus 22-én új alkotmányt fogadott el. Ez az 1793-as alkotmányhoz képest lényegében visszatérést jelentett a mérsékeltebb 1791-es alkotmány elveihez. A törvényhozó hatalmat 750 honatya kezébe helyezte, közülük ötszázan alkották az Ötszázak Tanácsát, a fennmaradó 250 honatya a Vének Tanácsának tagja volt. Ez tehát egy kétkamarás parlament. A törvényeket az alsóház, az Ötszázak Tanácsa alkotta, a felsőház szerepét betöltő Vének Tanácsának bizonyos mértékig vétójoga volt. A parlament két háza mellett létrejött egy végrehajtó szerv is, az 5 tagból álló Direktórium.
A népszavazáson 1 057 000 -en szavaztak igennel az új alkotmányra, és 49 000 -en nemmel. Az eredményeket 1795. szeptember 23-án hozták nyilvánosságra, és az új alkotmány 1795. szeptember 27-én lépett hatályba.
Mivel a szavazati jog korlátozott volt (csak azok szavazhattak, akik adót fizettek az államnak!) október elején Párizsban felkelések törtek ki. A vezetőség először Paul Barras-t bízta meg az új alkotmány védelmével, de helyette hamarosan Bonaparte Napóleon, egy fiatal, ambiciózus, erőskezű tábornok lépett színre, aki az utcai tüntetőket és felkelőket – először a történelemben – ágyútűzzel (kartács) verte szét.

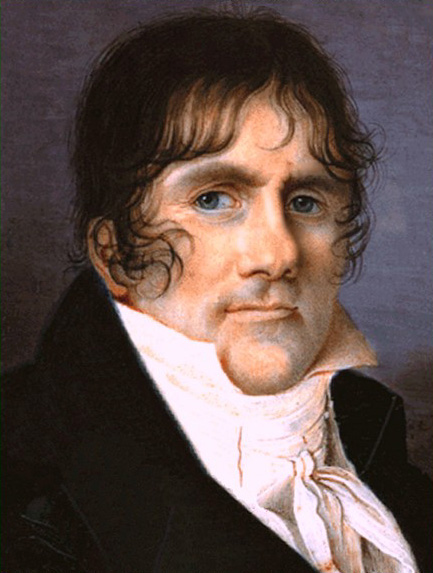
Paul Barras

Október 3-án és 4-én Párizs jobboldali szekciói lázadást robbantottak ki. A Nemzeti Konvent védelmi bizottságot hozott létre Barras vezetésével, aki öt köztársasági tábornokot állított maga mellé, köztük Bonaparte Napóleont. A III. év vendémiaire 13-án (1795. október 5.) royalista felkelés robbant ki Párizsban. A Konvent kimondta a permanenciát, Barras részvételével öttagú Rendkívüli Bizottságot választott, és a sans-culotte-ok segítségét kérte. Október 4-én három zászlóaljat szerveztek „1789-es hazafiakból”. Barras 13-án [vagy 5-én] hajnalban maga mellé vett néhány tábornokot, köztük Bonapartét (mindössze 5000-6000 embere volt). Joachim Murat-nak (aki régi bajtársa volt az itáliai hadseregből, s akit szárnysegédévé nevezett ki), sikerült hatalmába kerítenie a sablons-i táborban lévő ágyúkat. A mintegy húszezernyi, de tüzérséggel nem rendelkező felkelőt végül sikerült visszanyomni és szétszórni. Bonaparte – figyelemre méltó újítás – az utcai harcot ezeknek az ágyúknak a bevetésével döntötte el, a szó legszorosabb értelmében széjjellőtte a lázadókat. A vendémiaire-i royalista felkelés elbukott. Ez az esemény véglegessé tette a szakítást a thermidoristák, és a royalisták között. Végül a Konvent közvetlen feloszlása előtt, a IV. év brumaire 4-én (1795. október 26-án) általános amnesztiát szavazott meg a kizárólag a forradalomra vonatkozó tetteket illetően – így a royalista felkelőknek is.
A IV. év brumaire 4-én a Konvent „Éljen a Köztársaság!” kiáltások közepette oszlott fel. Az új rendszer az első időben azzal volt elfoglalva, hogy működésbe hozza a III. évi alkotmány által létrehozott intézményeket. Gyakorlatilag a Direktórium alatt ugyanazoké az embereké volt a hatalom, mint a thermidoriánus Konvent idején. A Direktóriumot az Ötszázak Tanácsa által előterjesztett listából választották meg. A Vének Tanácsa (amelyet korábban sorsolással jelöltek ki) Barras-t, La Revellière-Lépeaux-t, Le Tourneurt, Reubellt és Sieyèst (aki visszalépett, helyette Carnot-t választották meg) jelölte ki. Mind az öten „királygyilkosok” voltak. La Revellière-Lépeaux, az egykori girondista, élesen szemben állt a jakobinusokkal, de meggyőződéses republikánus és antiklerikális volt. Általában az elzászi Reubellre hallgatott, aki szintén tagja volt az Alkotmányozó Gyűlésnek, majd a Konventnek is, mégpedig a Hegypárt soraiban. Nagy tekintélynek örvendett, s mindig a természetes határok mellett kardoskodott. Barras, thermidor 9 és vendémiaire 13 keménykezű embere, katonatiszt, az egykori harácsoló terrorista, aki kétségtelenül feltétlen híve volt a forradalomnak, de bármikor eladta magát annak, aki többet kínált.
A Direktórium a terror alatt börtönül szolgáló Luxembourg-palotában rendezkedett be, és titkárságot szervezett magának, amely később Bonaparte államtitkársága lett. A hat minisztérium élére a következőket jelölték ki: belügyminiszter Bénézech, pénzügyminiszter a „királygyilkos” Ramel-Nogaret, igazságügyi miniszter Merlin de Douai, a gyanús elemekről szóló törvény megszerkesztője, külügyminiszter az ugyancsak „királygyilkos” Delacroix, hadügyi és tengerészetügyi miniszter két másodrendű katonatiszt. Később egy hetedik minisztériumot is alakítottak, a rendőr-minisztériumot, amelynek élére nemsokára Cochon de Lapparent került.
A IV. év brumaire 14-én (1795. november 5-én) a Direktórium, „megalakulását közhírré teendő”, kiáltványt tett közzé, amely tulajdonképpen kormányprogram volt. Kijelentette, hogy politikai téren szándékában áll aktív harcot folytatni a royalizmus ellen, újjáéleszteni a hazafiságot, erélyesen elnyomni valamennyi frakciót, megsemmisíteni a pártoskodás szellemét és leküzdeni minden bosszúvágyat, hogy létrehozzuk az egyetértést, helyreállítsuk a békét. Gazdasági téren a feladat: „újra megnyissuk a termelés forrásait, újjáélesszük a kereskedelmet és az ipart, felszámoljuk a spekulációt, új életet adjunk a művészeteknek és a tudományoknak, újra megvalósítsuk a bőséget, megszilárdítsuk a közbizalmat. Röviden: „a társadalmi rendet állítsuk a forradalmaktól elválaszthatatlan káosz helyébe, egyszóval, hogy megadjuk a Francia Köztársaságnak azt a boldogságot és dicsőséget, amely megilleti – ez a feladata az Önök törvényhozóinak és a végrehajtó Direktóriumnak!” A Direktórium vendémiaire másnapján lépett hivatalba. Célja a republikánus erők egységfrontjának megteremtése volt.
A royalista felkelés hatására a jakobinusok szintén előretörtek, a kormány jóakarattal közeledett feléjük, és számos jakobinust helyezett a közigazgatásba, tolerálta a sajtójukat, ezért több jakobinus lap jelent meg. Megnyíltak a klubok is (pl. a Panthéon Klub, amely nemsokára több ezer tagot számlált). Babeuf elindította saját lapját, a „Le Tribun du Peuple”-t. Néhány egykori Konvent-tag – többek között Amart és Lindet-t – támogatásával kibontakozott a baloldal offenzívája. A Direktórium végül nyugtalankodni kezdett. Frimaire 14-én (december 5-én) letartóztatási parancsot adott ki Babeuf ellen.
A direktóriumra, az első rendes kormányra a forradalom megkezdése óta, igen nehéz feladat várt. Újra kellett szervezni a megbontott társadalmat, gyógyítani a hosszú polgárháború által ütött sebeket, és ami a legnehezebb volt: hatalmat gyakorolni erőszak nélkül.
Először is a pénzügyek rendbe tétele okozott nagy nehézséget. Az assignat-nak nevezett papírpénzek tömege egyre nőtt, de értékük szinte semmi nem volt. Amikor pedig az előírt mennyiség betelt, új pénzt bocsátottak ki a még meglevő állami javak fedezetével. Így azáltal, hogy új bankókat nyomattak, egy időre elhárították ugyan az államcsődöt, de annál súlyosabbá tették azt. 
Eltekintve a bankórendszer gazdasági veszélyétől, ez nagy erkölcsi bajokat is okozott. A pénzérték szüntelen változása, őrült tőzsdespekulációkra adott alkalmat. A pénzbőség és értékének folytonos ingadozása pedig túlzott pazarlást indított el, úgyhogy a direktórium e tekintetben talán még felül is múlta XV. Lajos korát. Akik az assignat-kon kívül tudtak eladni és cserébe pénzt szerezni, nagy gazdagságra tettek szert. Az állam rájuk volt utalva és készpénzért uzsorakamatot fizetett. Másrészt az állam hitelezői tönkrementek, mert a kamatot assignat-kban fizették akkor is, amikor 300 frank, csak egy ezüst frankot ért. Voltaképp a középosztály, a munkás és a takarékos polgár fizette meg az egésznek az árát. 1796. február 19-én bejelentették az assignat halálát, és „területi utalványokat” bocsátottak ki 2400 millió értékben, de ez utóbbiak már az első kibocsátáskor elvesztették értékük 60-70%-át.
A burzsoázia sem a forradalom elveit, sem a régi rendszert nem vallotta, egyáltalán nem volt sem erkölcse, sem hagyománya és kész volt minden kormányt elfogadni, mely megvédi egyrészt a jakobinusoktól, másrészt meg a nemesi gőgtől. A gazdagság, melyet nem szentesített sem a vallás, sem ősi érdem, sem jótékonyság, sem műveltség, annál inkább szemet szúrt, mihelyt a többi társadalmi különbség eltűnt. Megmutatta, hogy hiábavaló volt a nagy forradalom: a nép nyomora megmaradt vagy nőtt, csak az uralkodó osztály alakult át. Párizsban a napi kenyérfejadagot fél kilóról 75 grammra csökkentették, de gyakran ezt sem tudták biztosítani, a kenyér helyett rizst osztottak. Ismét működésbe léptek a francia társadalom feltételes reflexei. A nyomor, a kilátástalanság fokozta a nép elégedetlenségét, a rendőri jelentések szerint a jakobinus ellenzékiek nyíltan szóltak az ármaximum visszaállításáról. A munkások, a kisemberek elkeseredését csak fokozta annak a fezőrökből, árdrágítókból, szerencselovagokból álló siserahadnak a szégyentelen fényűzése, amelynek a tobzódása oly jellemző volt a századvég Franciaországára. Az általános elégedetlenség kivetült a politika síkjára és egy nagyon határozott arculatú plebejus szervezkedésben, az Egyenlők Összeesküvésében (1795–96) öltött testet. Ennek a társaságnak a vezetője Gracchus Babeuf (1760–1797) volt és első ízben fogalmazódott meg politikai értelemben a kommunista rendszer. Tanai keresztülvitelére az említett titkos társaságot szervezte meg.
Babeuf a francia forradalomban elsőként küzdötte le azt az ellentmondást, amelybe addig minden politikus beleütközött, aki magáévá tette a nép ügyét: nevezetesen a megélhetéshez való jog elismerése, s a magántulajdon és a gazdasági szabadság fenntartása közti ellentmondást. Ebben részt vett egy olasz forradalmár, Philippe Buonarroti, aki fel akarta használni a mozgalmat a direktórium megbuktatására és az 1793. évi alkotmány helyreállítására. Előbb a Panthéon klubjában gyülekeztek, majd miután ezt Bonaparte 1796. február 27-én bezáratta, pincékben és más rejtett helyeken találkoztak az igazgatók. A rendőrség egy részét már megnyerték, amikor Grisel kapitány mindent elárult a direktóriumnak, mely elfogatta Babeuf-öt és társait. Hosszú per után Babeuf-öt lefejezték, a többit, közülük Buonarrotit is, deportálták (1797. máj 26.). A IV. év fructidor 23-ról 24-re (1796. szeptember 9-ről 10-re) virradó éjszakán kudarcot vallott a grenelle-i katonai tábor azon kísérlete, hogy fellázítsa a hadsereget. (Carnot, és a rendőrminiszter, Cochon de Lapparent meghiúsította tervüket.) Az ügyben letartóztatott 131 ember között, csak hat olyan akadt, aki előfizetett Babeuf lapjára, a „Le Tribun du Peuple”-re.
E kísérletnek az lett a következménye, hogy a kormányt és a közvéleményt jobb felé szorította. Carnot és Le Tourneur mérsékletet és békét ajánlottak, Barras ellenben folytatni akarta a jövedelmező háborúkat és a maga oldalára megnyerte Reubellt és La Revellière-Lépeaux-t is. A Vének és az Ötszázak tanácsában is igen jelentékeny volt már a mérsékelt párt. Germinal 27-én (1796. április 16-án) a tanácsok halálbüntetést helyeztek kilátásba mindazok számára, akik megkísérlik „a királyság avagy az 1793-as alkotmány visszaállítását… vagy a magántulajdonok elrablását és felosztását az agrártörvény nevében.
A Babeuf-féle összeesküvést követő jakobinusellenes hadjárat ismét jobbra taszította a Direktóriumot, s elősegítette a royalista veszély megnövekedését. Délen új lendületet vett a fehérterror. A royalisták összeesküvése, amelyet éppen abban az időben szőttek az angolokkal, csakugyan bizonyította, hogy a jobboldal nem fogadja el a köztársaságot, s most is a hatalom visszaszerzésén jár az esze. XVIII. Lajos Blankenburgba menekült, hallani sem akart semmiféle engedményről. Brotier abbé személyében még Párizsban is volt megbízottja, aki egész hálózatot szervezett a fővárosban. A pénz egy Svájcban állomásozó, William Wickham nevű ügynök közvetítésével, Londonból jött. Ebből szubvencionálták a sajtót, és pénzelték a választási propagandát. [1797. január 30-án] Brotier-t letartóztatták. A royalista propaganda tovább folyt. A pénzügyi helyzet a területi utalvány megszűnése és a fémpénzhez való visszatérés után továbbra is szánalmas volt. A kormány kétségbeesett manőverekhez folyamodott. A hadsereg gabona-, takarmány- és lóellátásának biztosítására fenntartották a rekvirálást. Az elvett holmiért bónokat adtak, amelyeket azután elfogadtak adók és a nemzeti javak ára fejében.
Az V. év germináljában [1797. március-április] választásokat tartottak a tanácsokból kiváló első harmad rész felújítása végett. A választások a növekvő royalista befolyás jegyében zajlottak le. Az események a legteljesebb nyugalom közepette folytak. [A royalisták már azt remélhették, hogy egészen törvényes módon, a többség által jutnak hatalomra]. A tanácsok új harmada jelentékenyen megerősítette a monarchista jobboldalt. Reubell – valamint La Revellière-Lépeaux, aki szintén felismerte a veszélyt – minden áron úrrá akart lenni a helyzeten; szükség esetén a választási eredmény megsemmisítésére is hajlandó lett volna. Carnot azonban, fenntartás nélkül elfogadta a szavazás eredményét. Barras várakozó álláspontra helyezkedett. A két tanács prairial 1-jén (1797. május 20-án) ült össze, s a Vének Tanácsának elnökévé Barrbé-Marbois-t, az Ötszázak Tanácsának elnökévé pedig a Jura-hegységben tartózkodó Pichegrut [királypárti volt] választották sorhúzás útján Le Tourneur került ki a Direktóriumból, s helyébe még aznap Barthélemyt, a közismert monarchistát, a bázeli tárgyalások francia megbízottját jelölték. A jobboldal azonban még tétovázott. Vezetői a Clichy Klubban gyűltek össze, de nem alakítottak ki határozott politikai vonalat. A reakció mozgolódása kedvezett az emigránsok rokonainak (hatályon kívül helyezték a IV. év brumaire 3-i rendelkezéseket, s ezzel megnyitották előttük a közhivatalokat). Barras végre kimozdult a várakozási álláspontról, s Reubellhez és La Revellière-Lépeuax-hoz csatlakozott Carnot-val és Barthélemyvel szemben. Messidor 26-án meghagyták tisztükben a royalisták által gyűlölt Merlin de Douai és Ramel-Nogaret-t; Talleyrand-Périgord-t külügyminiszterré, Hoche-t pedig hadügyminiszterré nevezték ki. Ez utóbbi választás igen jellemző volt, mert a Hoche vezénylete alatt álló Sambre-et-Meuse-i hadsereg csapatai már több mint 10 nap óta vonultak Párizs felé.
Az emigránsok nagy számban visszatértek. A párizsi előkelő társaság és a sajtó nyíltan hirdette a harcot a forradalom ellen. Barras elhatározta, hogy erőszakosan lép fel a törvény oltalmára és a még jó republikánus hadsereghez fordul. Bonaparte és Hoche a puhatolózó lépésekre igennel válaszoltak. Hoche messidor 13-án (1797. július 1-jén) megindította csapatait Párizs ellen. Így a Direktórium kiszolgáltatta magát a tábornokok kénye-kedvének, elsősorban Bonaparténak, aki viszont csak azért támogatta kormányt a tanácsokkal szemben, hogy kikényszerítse leobeni előzetes megállapodásainak és itáliai politikájának jóváhagyását. Amikor a tanácsok megtudták, hogy csapatok tartózkodnak a hadsereg számára tiltott „alkotmányos övezetben”, azonnal tisztában voltak avval, milyen veszély fenyegeti őket. Tervbe vették a „triumvirek” – Barras, La Revellière-Lépeaux és Reubell – vád alá helyezését. A tanácsok thermidor 25-én (1797. augusztus 12-én) a gazdag negyedek burzsoáziájának felfegyverzése végett engedélyezték a nemzetőrség elit-századainak megalakítását. Bonaparte elküldte Augereau-t, akit a Direktórium fegyveres erejének főparancsnokává neveztek ki. Az V. év fructidor 18-án (1797. szeptember 4-én) reggel Párizst megszállta a katonaság. Elég volt eljárni az országgyűlés ellen, mert az egész mozgalomnak ott volt az igazi fészke. A fegyveres csapat megszállta a három direktor parancsára az üléstermeket. Pichegrut és vagy egy tucat képviselőt – köztük Barthélemyt – letartóztatták és a Temple-ba zárták. Carnot elmenekült. Rendelet jelent meg, amelynek értelmében a helyszínen agyonlőnek mindenkit, aki akár a királyság, akár az 1793-as alkotmány visszaállítását követelné
A tanácsok még az éjszaka folyamán összegyűltek, s fructidor 19-én (szeptember 5-én) megszavazták a „triumvirek” által javasolt kivételes rendszabályokat: 49 megye választási eredményét megsemmisítették, 117 képviselőt megfosztottak mandátumától, anélkül, hogy másokkal pótolták volna őket, 65 személyt – köztük Carnot-t, Barthélemyt, Pichegrut – Guyanába, a „száraz guillotine” alá való deportálásra ítélték. Ezzel megszűnt a royalista többség. Ismét hatályba léptették az emigránsokra és a papokra vonatkozó megtorló intézkedéseket. Az emigránsokat felszólították, hogy halálbüntetés terhe mellett 15 napon belül hagyják el Franciaországot: rokonaikat ismét eltiltották a hivatalviseléstől. A deportálásból visszatért papokat a Guyanába való deportálás terhe mellett száműzték; minden papnak előírták, hogy esküt tegyen a királyság és az 1793-as alkotmány gyűlöletére. Az ellenzéki sajtót sem kímélték: 42 lapot betiltottak, viszont újból engedélyezték a klubokat. A Direktórium jogkörét megnövelték: felhatalmazták, hogy saját belátása szerint megtisztítsa a közigazgatást és a bíróságokat, és szükség esetén tetszése szerint kihirdesse az ostromállapotot. A jobboldali ellenzéket megtizedelték ugyan, de a megalázott törvényhozó testület keserűen várta a revansot.
A forradalmat korábban a politikusok és az „alulról” politizáló tömegek csinálták. A katonák dolga az volt, hogy távol tartsák a külső ellenséget a határoktól és leverjék a belső lázadókat. Ez a helyzet 1795-96-tól gyökeresen megváltozott: a tábornokok beléptek a politikába, egészen pontosan a belpolitikába. A magyarázat kézenfekvő: az általános gazdasági pangástól, s különösen a krónikus pénzügyi válságtól gyötört, kétfelé hadakozó Direktórium képtelennek bizonyult arra, hogy önerejéből konszolidálja a III. év alkotmányában lefektetett liberális polgári köztársaság rendszerét. Sorsát – nem vonakodás nélkül – rábízta a tábornokokra.

## Belpolitika a „második Direktórium” idején (1796. szeptember 4. – 1799. november 9-10.)

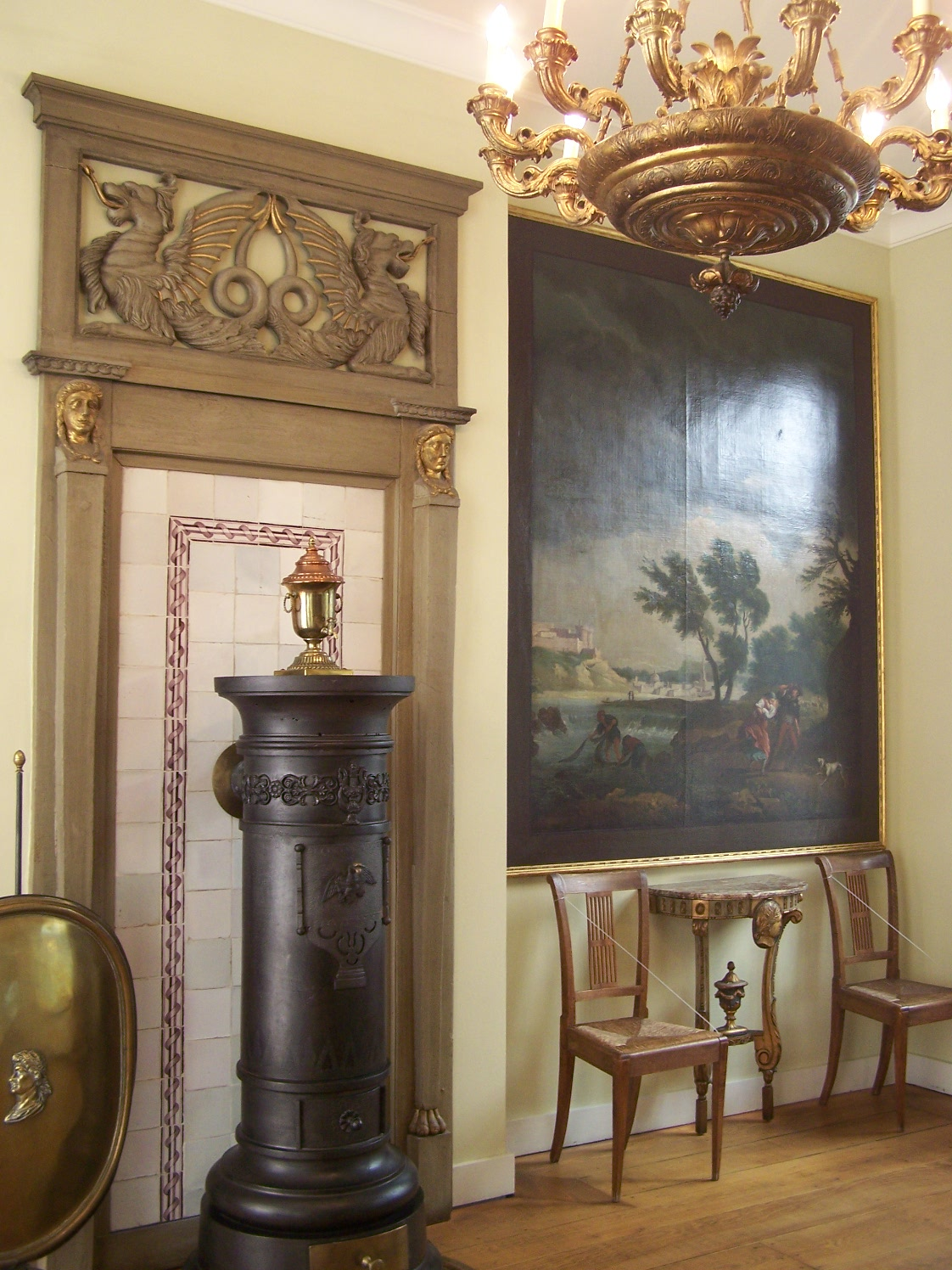
Directoire stílusú szobaberendezés

Most ismét a jakobinusokhoz közeledett a kormány, és az ő segítségükkel könnyen leverte a royalistákat, akik különösen délen ismét zúgolódtak, és forrongásba döntötték az országot. A katonai hatalom veszélyétől, melyet nyilvánvalóvá tett a fructidori államcsíny, úgy menekültek meg, hogy Bonapartét az egyiptomi hadjárattal kötötték le, a többi tábornoknak és seregnek pedig nemcsak erélyes, hanem egyenesen erőszakos külső politika által szereztek foglalkozást. Az 1799. germinali (áprilisi) választásokon a jakobinusok jutottak előnyös helyzetbe.
Fructidor után a kormány tagjait részben lecserélték. A Direktórium Barthélemyt és Carnot-t François de Neufchâteau-val helyettesítették – aki jó adminisztrátor volt – valamint Merlin de Douai-val. A régi miniszterek közül csak Ramel-Nogaret maradt a helyén. Felmerült ugyan a végrehajtó hatalom megerősítésének gondolata, de a bonyolult alkotmány-revíziós eljárás a 338. cikkely értelmében kilenc évet igényelt volna. A probléma megoldatlan maradt; az évenkénti választások bármelyik pillanatban keresztülhúzhatták a végrehajtó hatalom számítását. A vallás terén is vita alakult ki, ugyanis a Direktórium többsége elutasította azt a gondolatot, hogy újból kísérletet tegyenek a Legfelsőbb Lény kultuszával. La Revellière-Lépeaux azonban erősen támogatta a „teofilantropológiát”, amelyet a Chemin kiadó kezdett népszerűsíteni 1797 januárjában mint az „Isten imádóinak és az emberek barátainak” vallását. Ez a szekta a „föld minden nemzetének dogmáit és erkölcsét tanította; az volt a szándéka, hogy a „vallás révén minden embert családi és társadalmi kötelességeinek teljesítésére bírjon”. Fructidor 18-a után hamarosan a VI. évi választások kötötték le a Direktórium tevékenységét. Ám hamar kiderül, hogy a rendszert most nem a fructidori megtorlás által megfélemlített és dezorganizált royalista ellenzék, hanem a baloldal felől fenyegeti veszély. Fructidor 18-a után ugyanis kibontakozott a „neojakobinus” propaganda. A Direktórium megérezte a veszélyt, terroristának minősítette a neojakobinusokat, s a szociális félelem érzését használta ki ellenük. A Direktórium kiadta a jelszót: „se terrort, se reakciót! Se királyságot, se diktatúrát!” A kormány, szinte korlátlan mérvű adminisztratív nyomás kíséretében, gondosan előkészítette a VI. évi választásokat. Az elektorgyűléseken – Merlin de Douai ügyes munkája nyomán – egyre-másra szakadások következtek be, s így a Direktórium azt juttatta be, akit akart. Így Párizsban, miközben a baloldali többségű elektorgyűlés az Oratoire-ban ülésezett, a 212 „szakadár” elektorból álló kormánypárti gyűlés az Institut-ben rendezkedett be (az elektorok teljes száma 609 volt). A tanácsokban a Direktórium hívei a szakadár gyűlések választottait támogatták, s mandátumuk érvényesítését követelték.
Az 1798-as választásokon a jobboldal a fructidori államcsínyt követő elnyomás miatt nem vehetett rész, ezért a baloldal aratott jelentős győzelmet. A Direktórium azonban listát készített azokról a küldöttekről, akiknek a megválasztását nem fogadta el, s mivel a tanácsokra bízta a mandátumok igazolásának jogát, ezek május 11-én elfogadták a Direktórium listáját. E fordulatot nevezték floréali államcsínynek, holott a hadsereg bevetésére ezúttal nem került sor. A választási eredmények újabb módosítása azonban nagy felháborodást keltett.
Az Ötszázak Tanácsának többsége, a Direktóriummal egyetértésben, Jourdan tábornok tiltakozása ellenére, elfogadta a kizárandó újonnan választottak névsorát. A Vének Tanácsa fejet hajtott. A VI. év floréal 22-i (1789. május 11-i) törvény leleplezte a „két ágra oszló összeesküvést”, s megsemmisítette a választási eredményt nyolc olyan megyében, ahol nem volt szakadár gyűlés; megadta a mandátumot 19 megye szakadár választottainak; leváltott 60 választott bírót, illetve hivatalnokot; összesen 106 küldöttet „floréalizált”. Ezzel szemben 191 kormányjelölt került be a tanácsokba. A végrehajtó hatalom mindezek ellenére egy időre megerősödött. Folytathatta azt a reformtevékenységet, amelyet fructidor másnapján kezdett el. Megkezdődött Franciaország gazdasági és pénzügyi újjászületése, mellyel főleg két miniszter foglalkozott: Ramel-Nogaret a pénzügyek élén, François de Neufchâteau pedig mint belügyminiszter. A VI. és VII. év törvényei vetették meg a konzuli berendezkedés alapjait. Az egyenes adók kezelését megreformálták, s feladták azokat az elveket, melyek e tekintetben 1789 óta uralkodtak. A VI. évi brumaire 22-i (1797. november 12-i) törvény értelmében minden megyében fel kellett állítani a pénzügyminiszter közvetlen fennhatósága alatt álló „egyenes adók hivatalát”. Ebben a Direktórium biztosai foglaltak helyet, az ő feladatuk volt a kivetés és a behajtás. Átalakították az adózási rendszert is. A VII. év frimaire 4-i (1798. november 24-i) törvény új egyenes adót létesített az ajtókra és az ablakokra. Ez afféle általános jövedelemadó volt, mely a jövedelem valószínű nagyságát a lakás külseje szerint becsülte fel. 1798 őszén átszervezték a különböző meglévő adókat: októberben a kereseti adót, novemberben a földadót, decemberben a vagyonadót. Meglehetős félénken ugyan, de visszaállították a közvetett adót. Bár a Vének tanácsa az Ötszázak Tanácsok által elfogadott sóilletéket elvetette, ugyanakkor valamelyest felemelte az importált dohányra szedett illetéket, „átjárási jog” néven bevezette az útadót, továbbá 10%-os adóval terhelte meg a közjárművek helyjegyeinek árát. Felemelték a bélyegilletéket, s kiterjesztették az újságokra és a falragaszokra. A VII. év vendémiaire 27-i (1798. október 18-i) törvény visszaállította Párizs területén a városi vámot, hogy legyen miből fedezni a közsegélyezést. A VII. év frimaire 22-i (1798. december 12-i) törvény átszervezte a nyilvántartást. E reformmunka tartósnak bizonyult; ezek az adóügyi törvények lényegében napjainkig érvényben maradtak. Az államháztartás azonban még mindig deficites volt. A szokásos pénzügyi fogásokhoz kellett folyamodni: nemzeti javak eladása, kölcsönök, a megszállt országok kizsákmányolása (az egyiptomi expedíciót részben a Berni Kincstár finanszírozta). Vígan tenyészett a korrupció, különösen a hadügyminisztériumban Schérer miniszter körében. A külkereskedelem gúzsba volt kötve. A Nagy-Britanniával folytatott kereskedelem elapadt; az egyiptomi expedíció következtében a Közel-Kelet kapui is bezárultak. A VII. év floréal 9-i (1799. április 28-i) vámtarifa felújította, sőt súlyosbította az 1791-i törvény előírásait: behozatali vámot vetett ki minden gyártmányra, fényűzési cikkre és mindazokra az árukra, melyeket Franciaország is előállított; a nyersanyagokat pedig kiviteli vámmal sújtotta. A Direktórium gazdasági építőmunkája, melyeket elsősorban François de Neufchâteau irányított, ilyen körülmények között elkerülhetetlenül szűk határok között mozgott. Az ipar serkentésére 1798 őszén a Mars-mezőn megszervezte az első országos ipari kiállítást, melynek igen nagy sikere volt. Megkezdte a lakosság rendszeres összeírását, a mezőgazdaság statisztikai felmérését; új központi iskolákat létesített, átszervezte a közsegélyezést, s ennek keretében minden községben létrehozta a „jótékonysági irodát”. Mindez meglehetősen gyenge eredményekkel járt. Franciaország falusi ország maradt, a termékek zömét a mezőgazdaság adta. A gazdasági élet gyengesége nagyrészt érthetővé teszi a Direktórium politikai nehézségeit. Csak egy lehetőség maradt; a meghódított országok terhére kellett eltartani a rendszert és a hadsereget.
A royalisták ismét fegyvert fogtak. Az adóterhek felbőszítették a vagyonosokat. Miközben a kormány hitele napról napra csökkent, még a véletlen is az ellenzéket segítette: a floréal 20-i (1799. május 9-i) sorshúzással a Direktórium Reubellt, a legenergikusabb tagját veszítette el. 27-én (május 16-án) a Vének Tanácsa Sieyès abbét jelölte a helyébe, akinek a III. év alkotmányával kapcsolatos negatív álláspontja senki előtt sem volt titok. A tanácsok prairial 28-án (június 16-án) bejelentették, hogy permanenciában vannak. Az alkotmány 136. cikkelye alapján, amely előírta, hogy csak az lehet a Direktórium tagja, aki legalább egy éve kivált a törvényhozó testületből, még aznap semmisnek nyilvánították Treilhard [1798. május 15-én választották a Direktóriumba Neufchâteau helyett] megválasztását. Másnap Gohier [neojakobinus volt] került a helyére. A VII. év prairial 30-án (1799. június 18-án) a tanácsok újabb támadást indítottak a Direktórium ellen. A rohamot Bertrand du Calvados, a királygyilkos Konvent egykori tagja vezette. Merlin-Douai-t és La Revellière-Lépeaux-t nyomatékosan felszólították, hogy mondjanak le. E politikusok, mivel társaik cserbenhagyták őket, végül is meghátráltak. Messidor 1-jén és 2-án (június 19-én és 20-án) Roger Ducos-t, a királygyilkos Konvent egykori tagját és a pillanatnyilag éppen Párizsban tartózkodó Moulin tábornokot választották a Direktórium tagjává (mindketten neojakobinusok voltak). A VII. év prairial 30-a, amely inkább parlamenti megmozdulásnak, mintsem államcsínynek minősíthető, tulajdonképpen nem volt egyéb, mint az előző esztendőben „floréalizált” tanácsok revansa a végrehajtó hatalmon. A kormány egész összetételét a tanácsok akarta szerint alakították át, azaz nemcsak a Direktórium tagjait, hanem a minisztereket is kicserélték. Figyelemre méltó változás: „a határozott” (prononcés) republikánusok kerültek hatalomra.
A prairiali győzők nyomban a győzelem után megoszlottak: a neojakobinusok két hónap leforgása alatt visszaszorították a thremidorista burzsoákat, és rákényszerítették az államgépezetre a közjólét politikáját. Ezek az egykori Konvent-tagok, akik az V. évi választások alkalmával vereséget szenvedtek a royalistáktól, s a kiket a fructidoriánusok a VI. év floréaljában egyszerűen kizártak a parlamentből. Thermidor 14-én (1799. augusztus 1-jén) visszaállították a sajtószabadságot; megjelentek a jakobinus lapok. Megnyíltak és gomba módra szaporodtak a klubok. A legfontosabb az Egyenlőség és Szabadság Barátainak Társasága volt. [A vezetője Babeuf bajtársa, Drouet volt]. A összeírást maradéktalanul végrehajtották: a Jourdan tábornok által előterjesztett messidor 10-i (1799. június 28-i) törvény mind az öt korosztályt mozgósította. Messidor 10-én a mozgósítás költségeinek fedezésére elvben elfogadták a „tehetős polgárokra” kivetett 100 milliós kényszerkölcsönt. Behajtásának módozatait thermidor 19-én (1799. augusztus 26-án) szabályozták. A kölcsön progresszív tarifa szerint sújtotta minden olyan polgár jövedelmét, aki 100 frankot meghaladó vagyonadót vagy 300 frankot meghaladó földadót fizetett. Messidor 24-én (július 12-én) szavazták meg a túsztörvényt. Mint az Ötszázak Tanácsának egyik küldötte kijelentette, „megálljt kell parancsolni a banditizmusnak és a chouannerie tüneteinek, melyek a déli és a nyugati megyékben kezdik felütni a fejüket”. A törvény a következő: Ha a törvényhozó testület megállapítja egy megyéről, hogy az „notóriusan a polgári zavargás állapotában van”, az ottani központi közigazgatás túszokat szedhet az emigránsok rokonai, az egykori nemesek, valamint azon egyének rokonai közül, akiket „közönségesen úgy ismernek, hogy részt szoktak venni a csődületekben, vagy a gyilkos bandákban”. Mindezeket az egyéneket úgy kell tekinteni, mint akik „személy szerint és politikailag felelősek a köztársaság iránti gyűlöletből belföldön elkövetett gyilkosságokért és útonállásokért”. Hivatalnok, katona vagy nemzeti javakat vásárló egyén meggyilkolása esetén a Direktóriumnak négy túsz deportálását kellett elrendelnie: a túszokat minden egyes gyilkosság esetén egyénileg és együttesen tették felelőssé 5000 franknyi pénzbüntetés, továbbá az özvegynek fizetendő 6000 és minden egyes gyermek után fizetendő 3000 franknyi kártérítés erejéig. A jakobinus ellenes reakció nem váratott magára sokáig. A mozgósítást általában az egész lakosság rosszul fogadta, de a kényszerkölcsön elsősorban a nagyburzsoáziát háborította fel. Ez a réteg megszervezte a passzív ellenállást. Thermidor 13-án (július 31-én) a vagyonosokban ismét felébredt a szociális rettegés, lépten-nyomon tömegverekedések keletkeztek. Fouché [François Furet szerint Sieyès] thermidor 26-án (augusztus 13-án) bezáratta a klubot. Az intézkedésnek semmiféle következménye nem volt.

## Külpolitika 1795. augusztus 22. – 1799. november 9-10.
A hadsereg ebben az időben lerongyolódott állapotban volt. A katonákat hiányosan élelmezték és ruházták, rosszul fizették. Az emberek nagy része nem engedelmeskedett a behívásnak, és a bevonultak haza szökdöstek. A katonákban most is égett a gyűlölet a volt nemesek, a papok, a királyság ellen. De a lángot nem táplálta senki, a forradalmi lelkesedés lassanként lohadni kezdett. A katonák lassanként a nemzet többi részétől különálló közegnek tekintették magukat. Az idegen földön táborozó és szükségképpen hivatásos jelleget öltő hadsereg tábornokai köré tömörült.
A nemzet iránti odaadás lassan átadta a helyét az egy-egy vezér iránti hűségnek. Bonaparte 1796. március 26-án, az itáliai hadjárat kezdetekor kibocsátott proklamációjában a következőket mondotta: „Katonák, rongyosak vagytok és éheztek. A világ legtermékenyebb vidékére vezetlek benneteket. Gazdag tartományok, nagy városok kerülnek a hatalmatokba, becsület, dicsőség és gazdagság vár ott rátok…” Az állampolgári érzület és a forradalmi lelkesedés nemsokára átadta helyét az idegenek megvetésének és a katonai dicsőség mámorának, a nemzeti hiúságnak. Marie-Joseph Chénier nemsokára „a győzelemhez szokott Nagy Nemzetet” magasztalta. Ezt a gőgöt sugalló kifejezés a Direktórium vége felé közszájon forgott, a császárság alatt pedig szentesítést nyert.

### Az 1796–97-es hadjáratok, Bonaparte tábornok Itáliában
A koalíció az 1795-ös szerződések óta lényegében Angliára és Ausztriára korlátozódott. Carnot, aki immár teljesen a jobb oldal járszalagján mozgott, némi kiigazításokkal a „régi határok” mellett foglalt állást. Reubell, a köztársaság diplomáciai tevékenységének irányítója, a „természetes határok”, tehát az annexió híve volt, sőt arra törekedett, hogy zálogul a természetes határokon túl is területeket szerezzen. A Direktórium őt követte. [1795. október 1-jén a Konvent az országhoz csatolta Belgiumot.] Az 1796-i hadjárat terve, amelyet Carnot dolgozott ki, döntő szerepet szánt a dél-németországi hadműveleteknek. A Jourdan tábornok parancsnoksága alatt álló Sambe-et-Meuse-i és a Moreau vezette Rhin-et-Moselle-i hadsereg Bécs felé menetel, miközben két kevésbé fontos csoport – Kellermann alpesi és Schérer itáliai hadserege – meghódítja Piemontot és Lombardiát, zálogul tartja ezeket a területeket. Egy Brestnél összevont, Hoche vezénylete alatt álló „írországi hadsereg” Angliát fenyegeti majd. A Direktórium (1796. március 2-án) leváltotta Schérert, és helyébe Bonapartét nevezte ki.
Piemontban Bonaparte 10 nap leforgása alatt, a montenottei (1796. április 12.), a millesimói és a mondovi (április 21.) csatákkal elszakította Johann Peter von Beaulieu 35 000 osztrák katonáját Colli 12 000 piemonti katonájától, s ez utóbbit visszavonulásra és Torino védelmére kényszerítette. Szardínia királya április 28-án aláírta a cherascói fegyverszünetet. Az 1796. május 15–én kötött szerződés értelmében átengedte Franciaországnak Savoyát, valamint a nizzai, tende-i és beuil-i grófságot.
Lombardiában Bonaparte – a Pó északi oldalára, a Tessin mögé húzódó Beaulieu üldözése közben – hirtelen délnek fordult. Piacenzánál átkelt a Pón, megverte az ellenséget az Adda folyó lodi hídjánál (május 10.), és 1796. május 15-én bevonult Milánóba. Bonaparte átkelt a Mincio folyón, s május 30-án ostrom alá vette Mantovát. A pármai és a modenai herceg aláírta a fegyverszünetet, Bologna megnyitotta kapuit a franciák előtt, a pápa pedig június 23-án elfogadta a felajánlott egyezséget. A meghódított országokra súlyos hadisarcot vetettek ki, amely a lakosság egy részét szembefordította a megszállókkal. Bonaparte állítólag 50 milliót csikart ki Itáliából, s ebből 10 jutott a Direktóriumnak. Az osztrákok még tartották Mantovát, az Alpokon át vezető út kulcsát. Az Alpokból leereszkedő osztrák seregek négy ízben próbálták felmenteni az erődöt. Wurmser serege azonban augusztus 5-én Castiglionénál, szeptember 8-án pedig Bassanónál vereséget szenvedett. 1797. január 14-én Rivolinál megverték az osztrák fősereget is. Mantova február 2-án kapitulált.
Jourdan tábornok és Moreau hadserege, amelynek a vezető szerepet szánták, a Duna völgyén akartak eljutni Bécsbe. Jourdan 1796. május 31-én átkelt a Rajnán, de Károly főherceg csapatai visszaszorították. Amikor azonban a Moreaut sakkban tartó Wurmsert Bonaparte győzelmei miatt át kellett küldeni Itáliába, a franciák ellentámadást indítottak a főherceg ellen. Moreau július 24-én átkelt a Rajnán, és elérte Münchent; Jourdan pedig, miután bevette Kölnt és Frankfurtot, augusztusban egészen Csehország határáig nyomult előre. A francia seregek nem vették fel egymással az érintkezést. Károly főherceg kihasználta ezt, s külön – külön támadt rájuk. Kétszer egymás után megverte Jourdant a Majna völgyében, s az 1796 szeptemberében kénytelen volt újra visszahúzódni a Rajna mögé. A fedezetlenül hagyott Moreau-nak is vissza kellett vonulnia; Moreau serege, amikor a főherceg mindenáron el akarta vágni visszafelé vezető útját, bevette magát a Fekete-erdő hegyszorosaiba. 1796. október 26-án Hüningennél ő is átkelt a Rajnán. A franciák a tél folyamán elvesztették a hüningeni és a kehli hídfőt. Ugyanabban az időpontban kudarcot vallott a Hoche által vezetett írországi expedíció is. A francia flottát, amely 1796 decemberében futott ki a tengerre, szétszórta a vihar. 1797 januárjában a Direktórium elrendelte, hogy zsákmányként birtokba kell venni minden angol árut, amely bárhol francia területen található.
Fontosabb volt a Római Köztársaság (1798-1799) alapítása. Bonaparte a tolentinói békében (1797. február 19.) békére kényszerítette a pápát, megvonva tőle Bologna, Ferrara és Romagna tartományait („A pápa ugyanígy mindörökre lemond a bolognai, ferrarai és romagnai legációk néven ismert területekhez fűződő jogairól, melyeket átad a Francia Köztársaságnak.” – 7. cikkely) és 30 millió frankot hadisarcként. Kimondta, hogy a pápai kormány megszűnt és olaszországi seregét bízta meg a határozat végrehajtásával.

### A Campo Formió-i békeszerződés
Bonaparte befejezte a meghódított országok pacifikálását. 1796. október 15-én Modena és a pápától elvett Legációk területeiből létrehozta a Ciszpadániai Köztársaságot. 1797. február 19-én megkötötte a pápával a tolentinói szerződést. Bonaparte, bár a Direktóriumtól kifejezetten azt az utasítást kapta, hogy rombolja le a pápa világi hatalmát, beérte néhány millió hadisarccal, Avignon és Comtat Venaissin átengedésével és a Legációkról való lemondással. Politikája egyre inkább személyes jelleget öltött. 1797. március 20-án Bonaparte ellentámadást indított az osztrákok ellen. 1797. április 16-án a Sambre-et-Meuse-i hadsereg Hoche vezénylete alatt Dél-Németországban átkelt a Rajnán, és 18-án a Köln melletti Neuwiednél győzelmez aratott. Moreau is megindult. De ugyanezen a napon, 1797. április 18-án Bonaparte a stájerországi Leobenben megkötötte Ausztriával a fegyverszünetet és az előzetes békét. A leobeni megállapodás szentesítette Bonaparte itáliai politikájának eredményeit, de nem biztosította a rajnai természetes határt.
Bonaparténak azonban tervei voltak Lombardiával, melynek megtartása fejében átengedte Ausztriának a Velencei Köztársaság területét. A Direktórium mégis ratifikálta a leobeni megállapodásokat, mert erre kényszerítette a belső helyzet Bonaparte Lombardiához csatolta Valtellinát, s a szárazföldi velencei területekkel és a Ciszpadániai Köztársasággal együtt megalakította belőle a „Ciszalpin Köztársaságot”, és alkotmányt adott annak. Az olasz jakobinusok a régi Genovai Köztársaság helyén megalakították a Liguriai Köztársaságot. 1797. május 2-án Bonaparte hadat üzent a Velencei Köztársaságnak, s 12-én csapatai bevonultak a városba. A Campo Formió-i békeszerződést 1797. október 18-án írták alá, tulajdonképpen Passarianóban, Bonaparte főhadiszállásán. A tábornok semmibe vette a Direktórium utasításait átengedte Ausztriának Isztriát, Dalmáciát és a Cattarói-öblöt, továbbá Velencét és a velencei szárazföldet. Franciaország a velencei területekből csak a Jón-szigeteket tartotta meg (Korfut, Zantét, Kefallíniát stb.). Ausztria „független hatalomnak” ismerte el a Ciszalpin Köztársaságot, és lemondott Osztrák-Németalföldről (a későbbi Belgiumról). Ami a Rajna bal partját illeti, a titkos cikkelyekben Ausztria „beleegyezett” a terület annexiójába, egészen a Nette torkolatáig (Pfalz, az egykori trieri és a mainzi választófejedelemség stb.) azaz Köln vidékének kivételével; kötelezte magát, hogy Franciaország és a Német-római Birodalom Rastattban összeülendő kongresszusán „latba fogja vetni befolyását annak érdekében, hogy a Francia Köztársaság megkapja ezt a határvonalat”. A Direktórium ratifikálta a szerződést. A kimerült országban örömujjongás tört ki a béke hírére. Ausztria kiválásával az első koalíció szétesett, de Angliával szemben fennmaradt a hadiállapot.

### Az Anglia elleni háború, a második koalíció és az 1799-es hadjáratok
A Direktórium a VI. év brumaire 5-én (1797. október 26-án) elhatározta, hogy külön hadsereget szervez Anglia ellen, s azt Bonaparte vezénylete alá helyezik. A francia-angol háborúnak természetesen elsősorban gazdasági természetű okai voltak. Az V. év brumaire 15-én (1796. október 31-én) megszavazott törvény értelmében el kellett fogni minden olyan hajót, amely az ismét betiltott angol árukat (elsősorban textíliáról és vasárukról volt szó) szállítottak. A VI. év nivôse 29-i (1798. január 18-i) törvény elrendelte, hogy zsákmánynak kell tekinteni minden semleges hajót, amely brit vizeken jár, vagy brit árut szállít. Teljes erővel megindult a kalózháború.
A Campo Formió-i békeszerződés megkötése után néhány nappal a Direktórium megkezdte terjeszkedő politikáját. A Nagy Nemzet testvér-köztársaságokkal vette magát körül. Ez politikailag alárendelt, gazdaságilag kizsákmányolt csatlós államok voltak. 1795-től Franciaország határai mentén megszállt csatlós államokat, úgynevezett „testvérköztársaságokat” („république sœur”) hozott létre: Batáviai Köztársaság (Hollandia, 1795- 1806), Ciszalpin Köztársaság (Észak-Itália, 1797-1802), Liguriai Köztársaság (Genova, 1797-1805), Helvét Köztársaság (Svájc, 1798-1803), Római Köztársaság (1798-1799), Parthenopéi Köztársaság (Nápoly, 1799), Luccai Köztársaság (1799-1805), Valais (Wallisi) Köztársaság (Svájc délnyugati része, 1802-1810). Alkotmányukat a mindenkori francia alkotmány szerint készítették el, külpolitikai függetlenségük megszűnt, adókkal és katonákkal kellett támogatniuk Franciaországot.
Svájcban a burzsoá patríciusok által uralt független kantonok egykori konföderációjának helyét a Helvét Köztársaság fogadta el. A svájci hazafiak, mint például a bázeli Piere Ochs, vagy a vaudi La Harpe, arra törekedtek, hogy felszámolják az oligarchikus rendszert, és központosított köztársaságot teremtsenek. Bonyolult intrikák után, a franciák megszállták Vaud kantont. Az 1798. február 13-ról 14-re virradó éjszakán Brune csapatai bevonulnak Bernbe, s rátették kezüket a kincstárra. Az aaraui gyűlés elfogadta a Direktórium által szerkesztett alkotmányt. Csakhogy a három hegyvidéki kantonban, Schwyzben, Uriban és Unterwaldenban felkelés tört ki. Jean-Jacques Rapinat, a Direktórium biztosa a helvét seregnél, 1798. június 16-án az ellenállás felszámolása végett saját hatáskörében államcsínyt hajtott végre. Ochsot és Laphare-ot La Harpe-ot beválasztották a helvét Direktóriumba, ami a demokrata pártot erősítette.
1797. december 28-án az olasz republikánusok lázadást szítottak, s megalakították a Római Köztársaságot. Ellenfeleik azonban felülkerekedtek, felelőssé tették és megtámadták a franciákat, s felkoncolták Léonard Duphot tábornokot. Berthier, az itáliai hadsereg parancsnoka, bevonult Rómába. A pápai kormány rendkívüli gyengesége miatt csak csekély hadi erőre volt szükség 1798. február 11-én, bár Rómában, néhány rajongó művészt kivéve, nem létezett köztársasági párt. Nagy látványossággal kimondták a köztársasági alkotmányt a fórumon, aztán a Capitoliumra vonulva, engesztelő áldozatokat hoztak a Gracchusok szellemének. A régi római elnevezések konzul, tribunus, szenátus alatt tényleg a direktóriumi államformát hozták be, a hatalmat pedig, a szabadság megerősítéséig, a francia tábornokra bízták, mint diktátorra. E név alatt nagy rablás és zsarolás lépett életbe. A leggazdagabb rómaiak, mint Marc Antonio Borghese nevére nagy váltókat állítottak ki és azokért kényszerrel behajtották a pénzt. A műkincseket ekkor szórták szét Európában és Borghese még Raffaello egy híres képét is kész volt eladni. A Szent Péter-bazilikából 80 000 pápai tallér értékű ezüst kincset raboltak el, amelyet, tekintet nélkül művészi értékére, beolvasztattak. Ilyen sorsra jutottak a Michelangelo rajzai után készített gyertyatartók. A köznyomor alatt is volt olyan, aki ehhez hasonló pénzüzletek után meggazdagodott. A nyolcvanéves pápa ellen, aki nem akart lemondani az uralomról, Berthier nem mert kényszert alkalmazni. Masséna tábornok, akit helyébe küldtek, ettől sem riadt vissza. A pápa ujjairól leszedték a gyémántgyűrűket, úgy deportálták Sienába.
Egy Polgári Bizottság Daunou és Monge részvételével direktoriális alkotmányt hirdetett ki. Közben, 1797. november 16-án, Rastattban, összeült a Rajna bal partjának sorsának eldöntésére hivatott kongresszus. Thugut osztrák kancellár tűrte a francia terjeszkedést, de természetesen ellenszolgáltatásra számított. Amikor Treilhard francia megbízott az egész Rajna bal partját követelte, Köln vidékét is beleértve, a Német Diéta 1798. március 9-én elvben beleegyezett. Cobenzl, az osztrákok teljhatalmú megbízottja nyomban szóba hozta a kompenzációt, Treilhard azonban hallani sem akart róla. A Direktórium most a baloldalt üldözte, s a testvér-köztársaságokban szakított a jakobinusokkal.
A Direktórium hódító politikájára Európa a második koalíció megalakításával (1798. április-december) válaszolt. A keleti és az itáliai ügyek tálcán szállították számára a lehetőséget. Az egyiptomi ügy Anglia mellé állította Oroszországot és Törökországot. A törökök 1798. szeptember 9-én hadat üzentek Franciaországnak. 1798. december 29-én megszületett Anglia, Nápoly és Oroszország szövetsége. Nápoly uralkodója, I. Ferdinánd, de még inkább felesége, az angolimádó Mária Karolina, hátuk mögött érezve Nelson hajóhadát, megtámadták a Római Köztársaságot. 1798. november 26-án a nápolyi csapatok Karl Mack osztrák tábornok vezénylete alatt bevonultak Rómába. A Direktórium azzal válaszolt, hogy cinkossággal vádolta meg a piemonti királyt, és elfoglalta országát. Majd Championnet ellentámadást indított, felszabadította Rómát, és 1799. január 23-án elfoglalta Nápolyt. A Direktórium arra számított, hogy Nápolyt zálogul használhatja a későbbi tárgyalásokon, de Championnet megalakította a Parthenopéi Köztársaságot. Poroszország semleges maradt; Ausztria viszont, némi habozás után, látva, hogy az oroszok hajlandók az itáliai beavatkozásra, szintén döntött: megadta az orosz csapatoknak a területén való átvonulási engedélyt. A Direktórium erre hivatkozva a VII. év fentőse 22-én (1799. március 12-én) hadat üzent Ausztriának. Egyidejűleg megszállta Toszkánát és Valence-ba szállította a pápát. A második koalíció 1799 októberében IV. Gusztáv svéd király csatlakozásával vált teljessé. Ausztria és Anglia között nem volt szerződés. Az 1799. április 28-án bekövetkezett Rastatti merénylet világossá tette, hogy az újra kezdődő háború vad, és könyörtelen lesz. Április 28-án éjszaka az osztrák huszárok megrohanták, és kaszabolni kezdték a kongresszusról távozó francia megbízottakat. A három közül kettő meghalt. A Direktóriumnak nem sikerült felszítania, sok fáradozása ellenére sem, az országos felháborodást.
A hadsereg a VII. évben ugyanolyan súlyos nehézségekkel küszködött, mint 1793-ban. A direktórium ugyanis a létszám-probléma megoldása végett szintén a népfelkelésekhez folyamodott: A VI. év fructidor 19-ei (1798. szeptember 5-ei) Jourdan-féle törvény bevezette az „összeírást”, és permanens intézménnyé tette a 20–25 évesek kötelező katonai szolgálatát. Az összeírás végrehajtása nem minden nehézség nélkül, főleg azért, mert gyenge volt a polgári nyilvántartás, és rengetegen megszöktek a behívás elől. A hiány megdöbbentő volt. A vendémiaire 3-án 200 000 főből mindössze 143 000 -et minősítettek alkalmasnak. A szárazföldi hadműveletek elég lassan indultak meg. Az 1799-es tavaszi hadjárat terve értelmében 3 csökkentett létszámú hadseregnek kellett biztosítani Hollandiát, a Rajnát és Nápolyt. Az elképzelés az volt, hogy a Jourdan vezénylete alatt álló 45 000 főnyi dunai hadsereg Dél-Németországon át Bécs felé vonul, az itáliai hadsereg pedig Schérer parancsnoksága alatt Velencén és Karintián át indul el. Középen a helvéciai hadsereg Masséna tábornok vezetésével az összeköttetést biztosítja, Tirolt fenyegeti, és manőverezési tartalékot képez. A németországi hadjárat rosszul kezdődött. 1799. március 25-én Jourdan vereséget szenvedett Károly főhercegtől Stockachnál. Itáliában Schérer Verona előtt vereséget szenvedett, s az Adda folyóig vonult vissza. Ezután átadta a parancsnokságot Moreau-nak. Ekkor akcióba léptek a Szuvorov vezette orosz csapatok. 1799. április 17-én Cassanónál átkeltek az Addán, s Milánó és Lombardia kiürítésére kényszerítették Moreau-t. Az itáliai republikánusok, az egységért küzdő „jakobinusok”, akik csalódtak a Direktórium politikájában, a koalíció pártjára álltak, és felkeltek a franciák ellen. Svájcban Masséna először elfoglalta Graubündent, és megszállta Vorarlberget. De amikor Németország és Itália elvesztésével mindkét szárnyán fedezetlenné vált, ő is visszavonult. Károly főherceg 1799. június 4-én Zürichnél megtámadta. A köztársaság tehát valamennyi fronton hátrált. Itália elveszni látszott.
A katonai vereségek hatására kibontakozott az utolsó jakobinus offenzíva. Hollandiában Heldernél, az angolok fructidor 10-én (augusztus 27-én) egy 25 000 főnyi orosz hadtestet szállítottak partra. Az ellenség a köztársaság határait fenyegette. Itáliában Joubert nem várta meg, amíg Piemonton keresztül megérkeznek Championnet csapatai, hanem egymaga támadott. Már a hadjárat kezdetén, 1799. augusztus 15-én elesett ovi mellett, és meghalt. Seregét azután Szuvorov orosz csapatai megverték. Itália elveszett. Thugut osztrák kancellár nyomban nekilátott, hogy megszerezze Ausztriának: különböző manőverekhez folyamodott, hogy megszabaduljon az oroszoktól. Az osztrák kormányt azonban meglehetősen felizgatta a hollandiai angol-orosz partraszállás híre, s parancsot adott Károly főhercegnek, hogy Svájcot elhagyva Mainz ellen vonuljon. Szuvorov szeptember 11-én indul el Károly felváltására. Mielőtt azonban a két orosz hadsereg egyesülni tudott volna, a franciák külön-külön megverték őket. Masséna támadást indított az elszigetelt és Zürich falai közé szorult Korszakov ellen, és átkergette a Rajnán (1799. szeptember 25-27.). Svájc ismét francia kézen volt. I. Pál orosz cár október 23-án őrjöngő dühében hazarendelte csapatait Oroszországba. Hollandiában is kudarcot vallottak az augusztus 27-én partra szállt angol és orosz alakulatok. Brune a yorki herceg támadó csapatait két csatában – 1799. szeptember 19-én Bergennél, október 6-án pedig Castricumnál – felmorzsolta. 1799 kora őszén tehát megtört a koalíció offenzívája, és az ország határai sértetlenek maradtak.

### Bonaparte Egyiptomban
Az egyiptomi hadjárat okait, bizonyos mértékig Bonaparte „keleti álmában” kell keresnünk. Egyébként a szultán névleges fennhatósága alatt álló Egyiptom korántsem volt ismeretlen terület a franciák számára. A marseille-i nagykereskedők már régóta kapcsolatban álltak ezzel az országgal. A VI. év ventőse 5-én (1798. február 23-án) Bonaparte tervezetet nyújtott be Barras-nak, amelyet a Direktórium 15-én (március 5-én) jóvá is hagyott. Két hónap alatt 55 hadihajót és 280 szállítóhajót vontak össze Toulonban. Az expedíciós hadtest 54 000 főt számlált, ebből 38 000 volt a legénység és az altiszti kar. Bonaparte nagy létszámú vezérkart és egy, 187 tudósból, íróból és művészből álló bizottságot is vitt magával. Az egyiptomi expedíció a VI. év floréal 30-án (1798. május 19-én) vonta fel a vitorlákat.
A flotta június 6-án Máltához érkezett, amely kardcsapás nélkül elesett. Majd elérte Alexandriát és rohammal bevette azt. Július 21-én győzelmet aratott a piramisoknál vívott csatában a mamlukok felett. Július 23-án bevonult Kairóba. 1798. augusztus 1-jén azonban a Nelson vezette angol flotta meglepte és szétverte a Brueys parancsnoksága alatt Abukir mellett horgonyzó francia hajóhadat. Anglia, amely a Fokföld megszállása, 1796 óta az Indiába vezető utak korlátlan urának érezte magát, most fölfedezte a szuezi út jelentőségét. A keleti elterelő hadmozdulat kudarcba fulladt. A francia csapatok zsákutcába kerültek. Bonaparte elébe akart vágni a törökök támadásának, ezért 1799 februárjában megindult Szíria ellen. Akkonnál, amelyet az angolok a tengerről támogattak vereséget szenvedett. Az angolok közben partra tették Abukirnál a Rodosz szigetén összevont török sereget. Bonaparte 1799. július 25-én ott helyben szétverte őket. Augusztusban két fregattal titokban elhagyta Egyiptomot. Miután sikerült kijátszania a rá vadászó brit cirkálókat, a VIII. év vendémiaire 17-én (1799. október 9-én) Fréjus-ben partra lépett.

## Adirectoire
A fényűzést és az élvezeteket hajszoló Párizs szalonjaiban kifejlődik a Direktórium klasszicista stílusa, a directoire (direktoár).
A forradalmat követő években új stílusirányzat jött létre. Az 1795-1799 közötti időszak stílusa átmenet a klasszicizmus és az empire között. Ridegen és józanul alkalmazta a római formákat. Főleg az iparművészetre és a viseletre hatott. A francia építészet a görög dór emlékek példájára szigorú stílust alakított ki. Ez az irányzat a direktórium időszakáról elnevezett directoire: jellemző emléke a párizsi Odeon.

## A brumaire-i államcsíny

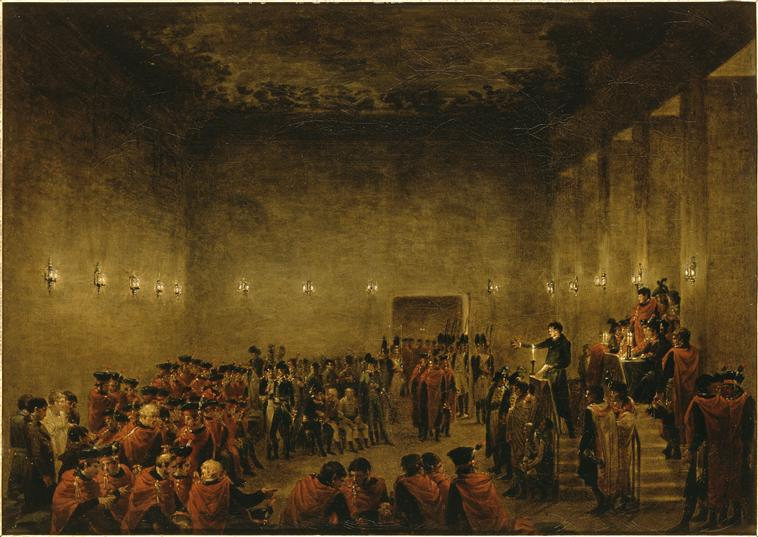
Brumaire-i államcsíny az Ötszázak Tanácsában (korabeli festmény)

Bonaparte tábornok partraszállásának híre nagy szenzáció volt az emberek és a sajtó körében is. Hiába vesztesként tért haza, mégis azt a hőst látták benne, aki majd megszabadítja országát az idegen hatalmak támadásaitól. A közvélemény Bonapartéban a Campo Formió-i béke megteremtőjét látta, azt az embert, aki most majd ismét békét kényszerít Európára. Valójában az inváziós veszély a svájci és a hollandiai győzelem következtében egyelőre elhárult. A polgárháború megint kirobbant: vendémiaire 22-én (október 14-én) a huhogók bevették Le Mans-t, majd Nantes-ot, s bár innen rögtön kikergették őket.
Bonaparte közeledni kezdett a Sieyès körül csoportosuló puccsistákhoz. Sieyès, ez a jellegzetesen alkotmányos kategóriában gondolkodó koponya, forradalmi ideológia revíziójának útjára lépett. Úgy képzelte, hogy a választást kooptálással kellene helyettesíteni. A forradalomból született új társadalomnak különösen két kategóriája vágyott hatalomra és szilárd társadalmi viszonyokra. Elsősorban a birtokos parasztság, amely békében szeretett volna dolgozni, s nehezen viselte el, hogy a meg-megújuló útonállás minduntalan megzavarja a rendet. A másik a kereskedő és vállalkozó polgárság volt. A burzsoázia vállalkozásainak kibontakozását gátolta a rendszer bizonytalansága, és a háború elhúzódása. Olyan politikai rendszert kívánt, amely megvédi érdekeit, végérvényesen garantálja jogait. A jelenlegi alkotmányon viszont csak nagyon hosszú idő alatt lehetett volna módosításokat végrehajtani (9 év), ezért Sieyès államcsínyben gondolkodott, hogy a problémákat helyrehozza. Ismét a hadsereg segítségéhez kellett folyamodniuk.
Az államcsíny előkészületei igen gyorsan haladtak. Sieyés és Bonaparte között Talleyrand közvetített. Ami a Direktórium többi tagját illeti: Barras-t, semlegesítették; Roger Ducos pedig árnyékként követte Sieyès-t. Brumaire 18-án (1799. november 9-én) reggel 7-kor összeült a Vének Tanácsa. Szemle ürügyén csapatok gyülekeztek a Tuileriákban. Határozatot szavazott meg arról, hogy a tanácsok költözzenek át Saint-Cloud-ba; ezt a III. év alkotmányának 102. cikkelye csakugyan lehetővé tette. Bonaparte tábornokot „megbízták a jelen dekrétum végrehajtásával, s parancsnoksága alá helyezték a Párizsban lévő csapatokat. Csak a Direktórium hozhatott volna ilyen értelmű döntést. A Direktóriumot ezzel megfosztották minden hatalmától (még az őrség is Bonaparte parancsnoksága alá került), amely így arra kényszerült, hogy tudomásul vegye az eseményeket. Brumaire 19-én (1799. november 10-én) déli egy óra körül Saint-Cloudban megnyílt a tanácsok ülése. Bonaparte 4-5 ezer embert vont össze a palota körül. Elhatározta, hogy közbelép. Szót kért a Vének Tanácsában. Ünnepélyesen biztosította a küldötteket a köztársaság iránti odaadásáról, tiltakozott a vád ellen, hogy „katonai kormányt” akar létesíteni, támadta az Ötszázak tanácsát, „ahol olyan emberek vannak, akik vissza akarják hozni a Konventet, a forradalmi bizottságokat és a vérpadot” az esetleges ellenzékieskedőket megfenyegette „derék” katonabajtársainak beavatkozásával („kiknek látom már csillogni szuronyait”). Ami a „háromszor is megsértett” alkotmányt illeti, az nem létezik többé; „nincs többé Direktórium”. Végül egy ígéret következett: „mihelyt elmúltak azok a veszélyek, amelyek miatt különleges hatalmat ruháztak rám, le fogok mondani erről a hatalomról”.
Az Ötszázak Tanácsában gránátosok és tábornokok gyűrűjében jelent meg. Egy oszlop Murat és Leclerc vezetésével, dobpergés közepette bevonult az Orangerie – ba (Narancsliget), és szétkergette a képviselőket, akik a köztársaságot éltetve távoztak a teremből. A Vének többségének és az Ötszázak kisebbségének közreműködésével még aznap este megszervezték a konzulátust. A brumaire-i államcsíny végén az Ötszázak és a Vének Tanácsa tagjai közül kijelöltek egy-egy 25 fős alkotmánybizottságot, amely a három ideiglenes konzullal (Bonapartéval, Sieyès-szel és Ducos-val) összeállította az új alkotmányt, amelyet 13-án elfogadtak, 15-én kihirdettek és 24-én életbe léptettek (Népszavazásra csak 1800 februárjában bocsátották.) az új alkotmány – nevezték a konzulátus alkotmányának, vagy a VIII. év alkotmányának is – a forradalom lezárásának a dokumentuma, mert szakít a népszuverenitás elvével, nem tartalmazza az Emberi jogok nyilatkozatát, nem törekedik a hatalmak szétválasztására, s a köztársasági formák megőrzésével tulajdonképpen monarchikus hatalmat hoz létre.
Kétségtelen, hogy a történetírásnak sikerült eloszlatnia a Direktórium alatti anarchia legendáját, hivatkozva a pénzügyek Ramel-Nogaret-nek köszönhető rendbetételére, vagy a François de Neufchâteau irányította gazdaságpolitikára. De a Direktórium kormányzásának éveiben Franciaország egy része a „talpégető” haramiák martaléka lesz: hol a postakocsikon szállított pénzt ragadják el, hol magányos tanyákra törnek, s akár hátsó gondolatoktól mentes, primitív lázadóknak kell tekintenünk őket, akár a fegyveres ellenforradalom hordalékának, működésük mindenekelőtt a forradalmi állam gyengeségéről tanúskodik.
Vadász Sándor művében használja a Direktórium politikájára a „hintapolitika” kifejezést, mely a jobb-, és a baloldal közti ingadozást jelenti, és ami nagyon is ráillik erre a rendszerre. És bár kétségkívül nem mutathatott fel látványos sikereket, a Direktórium, s erről nem szabad megfeledkezni, a forradalom legfontosabb vívmányát: a polgári és paraszti tulajdont megvédelmezte.